# Parlamentsvalget i Kroatien 2011
Parlamentsvalget i Kroatien 2011 blev afholdt den 4. december 2011, hvor der blev valgt 151 medlemmer til Kroatiens parlament. Det var det syvende valg siden Kroatiens uafhængighed. Valgets vinder blev partilederen Zoran Milanović fra Kukuriku koalicija, der efter valget blev udnævnt som premierminister.

## Resultatet
| partier og kollationer                                                  | partier og kollationer                                                  | partier og kollationer                                                  | Stemmer | %     | Mandater | +/– |
| ----------------------------------------------------------------------- | ----------------------------------------------------------------------- | ----------------------------------------------------------------------- | ------- | ----- | -------- | --- |
| Valgresultatet den 10. december 2011                                    |                                                                         |                                                                         |         |       |          |     |
| Kukuriku koalicija                                                      | Socijaldemokratska partija Hrvatske                                     | Socijaldemokratska partija Hrvatske                                     | 958.312 | 40,0% | 61       | +7  |
| Kukuriku koalicija                                                      | Hrvatska narodna stranka - liberalni demokrati                          | Hrvatska narodna stranka - liberalni demokrati                          | 958.312 | 40,0% | 13       | +8  |
| Kukuriku koalicija                                                      | Istarski demokratski sabor                                              | Istarski demokratski sabor                                              | 958.312 | 40,0% | 3        | ±0  |
| Kukuriku koalicija                                                      | Hrvatska stranka umirovljenika                                          | Hrvatska stranka umirovljenika                                          | 958.312 | 40,0% | 3        | +2  |
| Hrvatska demokratska zajednica                                          | Hrvatska demokratska zajednica                                          | Hrvatska demokratska zajednica                                          | 563.215 | 23,5% | 41       | –19 |
| Hrvatska demokratska zajednica                                          | Hrvatska građanska stranka                                              | Hrvatska građanska stranka                                              | 563.215 | 23,5% | 2        | +2  |
| Hrvatska demokratska zajednica                                          | Demokratski centar                                                      | Demokratski centar                                                      | 563.215 | 23,5% | 1        | +1  |
| Hrvatski laburisti — Stranka rada                                       | Hrvatski laburisti — Stranka rada                                       | Hrvatski laburisti — Stranka rada                                       | 121.785 | 5,1%  | 6        | +6  |
| Hrvatski demokratski savez Slavonije i Baranje                          | Hrvatski demokratski savez Slavonije i Baranje                          | Hrvatski demokratski savez Slavonije i Baranje                          | 68.995  | 2,9%  | 6        | +3  |
| Nezavisna lista Ivan Grubišić                                           | Nezavisna lista Ivan Grubišić                                           | Nezavisna lista Ivan Grubišić                                           | 66.266  | 2,8%  | 2        | +2  |
| Hrvatska seljačka stranka                                               | Hrvatska seljačka stranka                                               | Hrvatska seljačka stranka                                               | 71.450  | 3,0%  | 1        | –5  |
| Hrvatska stranka prava dr Ante Starčević - Hrvatska čista stranka prava | Hrvatska stranka prava dr Ante Starčević - Hrvatska čista stranka prava | Hrvatska stranka prava dr Ante Starčević - Hrvatska čista stranka prava | 66.150  | 2,8%  | 1        | +1  |

Notater: Alle partier som blev valgt ind i parlamentet er listet i tabellen.